# Dansbandskampen 2009
Dansbandskampen 2009 var den andra säsongen av TV-programmet Dansbandskampen som producerades av Baluba. Programmet sändes från Svenska hem Arena i Strängnäs under nio lördagskvällar, med start 24 oktober 2009 och med final den 19 december samma år. Efter finalduellen mellan Titanix och The Playtones stod det klart att The Playtones fått flest röster och därmed tog hem titeln Sveriges bästa dansband 2009.
Nytt för den här säsongen var att juryn varje kvalvecka fick sällskap av en jurygäst som valde bandens andralåtar och därefter bedömde tolkningen av dem . Även röstningsupplägget var annorlunda jämfört med föregående säsong. Det band som fick flest röster i varje kvalprogram belönades med en guldstjärna. Efter att ha fått två guldstjärnor gick bandet direkt till finalen. På så vis ville man undvika att samma band röstades vidare vecka efter vecka, något som var fallet med Scotts och Larz-Kristerz under föregående års tävling.
Ansökningarna till Sveriges Television skulle vara inlämnade senast den 1 augusti 2009  och den 15 september 2009 presenterade SVT de band som blivit utvalda att medverka i årets upplaga av programmet.
I samband med TV-produktionen arrangerades även en dansfest på plats i Strängnäs med ett känt dansband som underhöll på scenen efter varje TV-sändning. Biljetterna släpptes den 25 maj 2009 .

## Upplägg
Varje delprogram var uppdelad i två omgångar. I den första omgången tolkade alla fem band en valfri låt. De fyra band som fått flest röster fick fortsätta till den andra omgången där de skulle tolka en låt utifrån ett särskilt tema som byttes ut i varje program.

## Medverkande band

### Deltävling 1
Sändes den 24 oktober 2009. Gästdomare denna vecka var Tomas Ledin.
Omgång 1:
- Black Ingvars - Leende guldbruna ögon
- Ezzex orkester - Aldrig ska jag sluta älska dig (Jonas Gardell, Helena Bergström, Lotta Engberg)
- Von Hofstenz - Till mitt eget Blue Hawaii (Vikingarna)
- Date - Till dom ensamma (Mauro Scocco)
- Shame - Hos dig är jag underbar (Patrik Isaksson)

Omgång 2 - Tomas Ledin:
- Black Ingvars - Snart tystnar musiken (Tomas Ledin)
- Von Hofstenz - Just nu (Tomas Ledin)
- Date - Helt galen i dig (Tomas Ledin)
- Shame - Sensuella Isabella (Tomas Ledin)

#### Resultat
Listar veckovis de två band som erhöll flest tittarröster och därmed går vidare till nästkommande vecka.

Det av dessa två band som är markerat med mörkgrå färg är det band som erhöll flest tittarröster och därmed fick en guldstjärna.
| Högst antal tittarröster |               |
| Date                     | Black Ingvars |

### Deltävling 2
Sändes den 31 oktober 2009. Gästdomare denna vecka var Måns Zelmerlöw.
Omgång 1:
- 90's Avenue - Sista andetaget - (Jan Johansen)
- Per Gunnarz - Tusen och en natt - (Charlotte Perrelli)
- Zekes - Aj, aj, aj - (Schytts)
- Date - Var ska vi sova i natt - (Sarà Perché Ti Amo) (Ricchi e Poveri)
- Black Ingvars - Kristina från Vilhelmina - (Sven-Ingvars)

Omgång 2 - Måns Zelmerlöw:
- Black Ingvars - Brother oh Brother (Måns Zelmerlöw)
- Date - Cara Mia (Måns Zelmerlöw)
- Zekes - Hope & Glory (Måns Zelmerlöw)
- Per Gunnarz - Maniac  (Måns Zelmerlöw)

#### Resultat
Listar veckovis de 2 band som erhöll flest tittarröster och därmed går vidare till nästkommande vecka.

Det av dessa två band som är markerat med mörkgrå färg är det band som erhöll flest tittarröster och därmed fick en guldstjärna.
| Högst antal tittarröster |      |
| Zekes                    | Date |

### Deltävling 3
Sändes den 7 november 2009. Gästdomare denna vecka var Markoolio.
Omgång 1:
- Gamblers - Jag vill ha en egen måne - (Ted Gärdestad)
- Torgny Melins - Boten Anna - (Basshunter)
- Sweetshots - Killen ner' På Konsum svär att han är Elvis - (Elisabeth Andreasson)
- Date - Det var dans bort i vägen - (Lars Söderström)
- Zekes - Mot en ny horisont - (Artist)

Omgång 2 - Markoolio
- Torgny Melins - Sola och bada i Piña Colada - (Markoolio)
- Zekes - Mera mål - (Markoolio)
- Sweetshots - Millennium 2 - (Markoolio)
- Date - Rocka på - (Markoolio)

#### Resultat
Listar veckovis de 2 band som erhöll flest tittarröster och därmed går vidare till nästkommande vecka.

Det av dessa två band som är markerat med mörkgrå färg är det band som erhöll flest tittarröster och därmed fick en guldstjärna.
| Högst antal tittarröster |   |
| Zekes                    | - |

### Deltävling 4
Sändes den 14 november 2009. Gästdomare denna vecka var gruppen E.M.D.
Omgång 1:
- Highlights - Lilla fågel blå (Staffan Hellstrand)
- Titanix - Gråt inga tårar (Thorleifs)
- Schytts - Mälarö kyrka (Lenne Broberg)
- Torgny Melins - 800 grader (Ebba Grön)
- Date - Hurtful - (Erik Hassle)

Omgång 2 - E.M.D.
- Highlights - Baby Goodbye (E.M.D.)
- Titanix - I Can't Say I'm Sorry (E.M.D.)
- Torgny Melins - If only you (E.M.D.)
- Date - All for Love (E.M.D.)

#### Resultat
Listar veckovis de 2 band som erhöll flest tittarröster och därmed går vidare till nästkommande vecka.

Det av dessa två band som är markerat med mörkgrå färg är det band som erhöll flest tittarröster och därmed fick en guldstjärna.
| Högst antal tittarröster |   |
| Date                     | - |

### Deltävling 5
Sändes den 21 november 2009. Gästdomare denna vecka var Nanne Grönvall.
Omgång 1:
- Spootlajtz - Trettifyran - (Per Myrberg)
- Carina Jaarneks orkester - Jag såg dej (September)
- Mannerz - Michelangelo - (Björn Skifs)
- Torgny Melins - Sofia dansar go-go - (Stefan Rüdén)
- Titanix - Dance With Somebody - (Mando Diao)

Omgång 2 - Nanne Grönvall
- Spootlajtz - Avundsjuk - (Nanne Grönvall)
- Mannerz - Det vackraste - (Cecilia Vennersten)
- Torgny Melins - Jag måste kyssa dig - (Nanne Grönvall)
- Titanix - Håll om mig - (Nanne Grönvall)

#### Resultat
Listar veckovis de 2 band som erhöll flest tittarröster och därmed går vidare till nästkommande vecka.

Det av dessa två band som är markerat med mörkgrå färg är det band som erhöll flest tittarröster och därmed fick en guldstjärna.
| Högst antal tittarröster |               |
| Titanix                  | Torgny Melins |

### Deltävling 6
Sändes den 28 november 2009. Gästdomare denna vecka var Kicken och Jakob Samuel från rockgruppen The Poodles.
Omgång 1:
- Konditors - Oj!...det hände igen - (Britney Spears)
- Shake - Den jag älskar, älskar jag - (Sanne Salomonsen)
- Sannex - Gamla fina låtar - (Glenmarks)
- Titanix - It Must Have Been Love - (Roxette)
- Torgny Melins - Om och om och om och om igen - (Abba)

Omgång 2 - The Poodles
- Shake - Love in an Elevator - (Aerosmith)
- Sannex - Night of Passion - (The Poodles)
- Titanix - You Give Love a Bad Name - (Bon Jovi)
- Torgny Melins - Poison - (Alice Cooper)

#### Resultat
Listar veckovis de 2 band som erhöll flest tittarröster och därmed går vidare till nästkommande vecka.

Det av dessa två band som är markerat med mörkgrå färg är det band som erhöll flest tittarröster och därmed fick en guldstjärna.
| Högst antal tittarröster |         |
| Torgny Melins            | Titanix |

### Deltävling 7
Sändes den 5 december 2009. Gästdomare denna vecka var Lill-Babs.
Omgång 1:
- Candela - Jag ångrar ingenting (Non, je ne regrette rien) (Édith Piaf)
- Svänzons - Rytmen av ett regn (Milla's Mirakel!)
- The Playtones - Dagny (Owe Thörnqvist)
- Titanix - If I Could Turn Back Time (Cher)
- Torgny Melins - Viva la Vida (Coldplay)

Omgång 2 - Lill-Babs
- Svänzons - Jag kan inte leva utan dej (Sylvie Vartan)
- Torgny Melins - Gummiboll (M.A. Numminen)[7]
- The Playtones - Älskade ängel (Lill-Babs)
- Titanix - Leva livet (Lesley Gore)

#### Resultat
Listar veckovis de 2 band som erhöll flest tittarröster och därmed går vidare till nästkommande vecka.

Det av dessa två band som är markerat med mörkgrå färg är det band som erhöll flest tittarröster och därmed fick en guldstjärna.
| Högst antal tittarröster |         |
| Torgny Melins            | Titanix |

### Deltävling 8
Sändes den 12 december 2009. Gästdomare denna vecka var Christer Björkman.
Omgång 1:
- Bhonus - Jag vill vara din, Margareta (Sten & Stanley)
- Casanovas - Dra dit pepparn växer (Sten & Stanley)
- Blender - Dag efter dag (Chips)
- Titanix - Hot n Cold (Katy Perry)
- The Playtones - Save the Last Dance for Me (Doc Pomus and Mort Shuman)

Omgång 2 - Christer Björkman
- Titanix - My Number One (Helena Paparizou)
- The Playtones - Fairytale (Alexander Rybak)
- Casanovas - Fly on the Wings of Love (Olsen Brothers)
- Blender - Hold Me Now (Johnny Logan)

#### Resultat
Listar veckovis de 2 band som erhöll flest tittarröster och därmed går vidare till finalen.

Det av dessa två band som är markerat med mörkgrå färg är det band som erhöll flest tittarröster.
| Högst antal tittarröster |         |
| The Playtones            | Titanix |

Utöver de två band som fick flest röster så valde juryn även ut Blender till finalen.

### Finalen
Omgång 1:
- Date - All for love (Adams/Kamen/Lange)
- Zekes - Aj, aj, aj (Wallebom)
- Torgny Melins - Boten Anna (Altberg)
- Titanix - Gråt inga tårar (A. Hallgren)
- The Playtones - Fairytale (Rybak / Bergseth)
- Blender - Hold me now (Sherrard)

Omgång 2:
- Zekes - Får jag följa med dig hem i kväll (Thörnholm/Clauss/Attlerud)
- Torgny Melins - Vad var det jag sa (Liljefjäll/Backström)
- Titanix - Jag har allt jag vill ha (Ymell/McKenzie/Glenmark/Hed/Attlerud)
- The Playtones - Sofie (G:son/Sethsson)

Omgång 3 final:
- Titanix - Carina (Antblad/Ymell)
- The Playtones - Carina (Antblad/Ymell)

| Band          | Andel röster |
| ------------- | ------------ |
| The Playtones | 39%          |
| Titanix       | 17%          |
| Zekes         | 13%          |
| Date          | 12%          |
| Torgny Melins | 10%          |
| Blender       | 9%           |

Sändes den 19 december 2009

### Resultat
Listar nedan de band som erhöll flest tittarröster och därmed vann Dansbandskampen 2009.
| Vinnaren      |         |
| The Playtones | Titanix |